# Finlanda la Concursul Muzical Eurovision

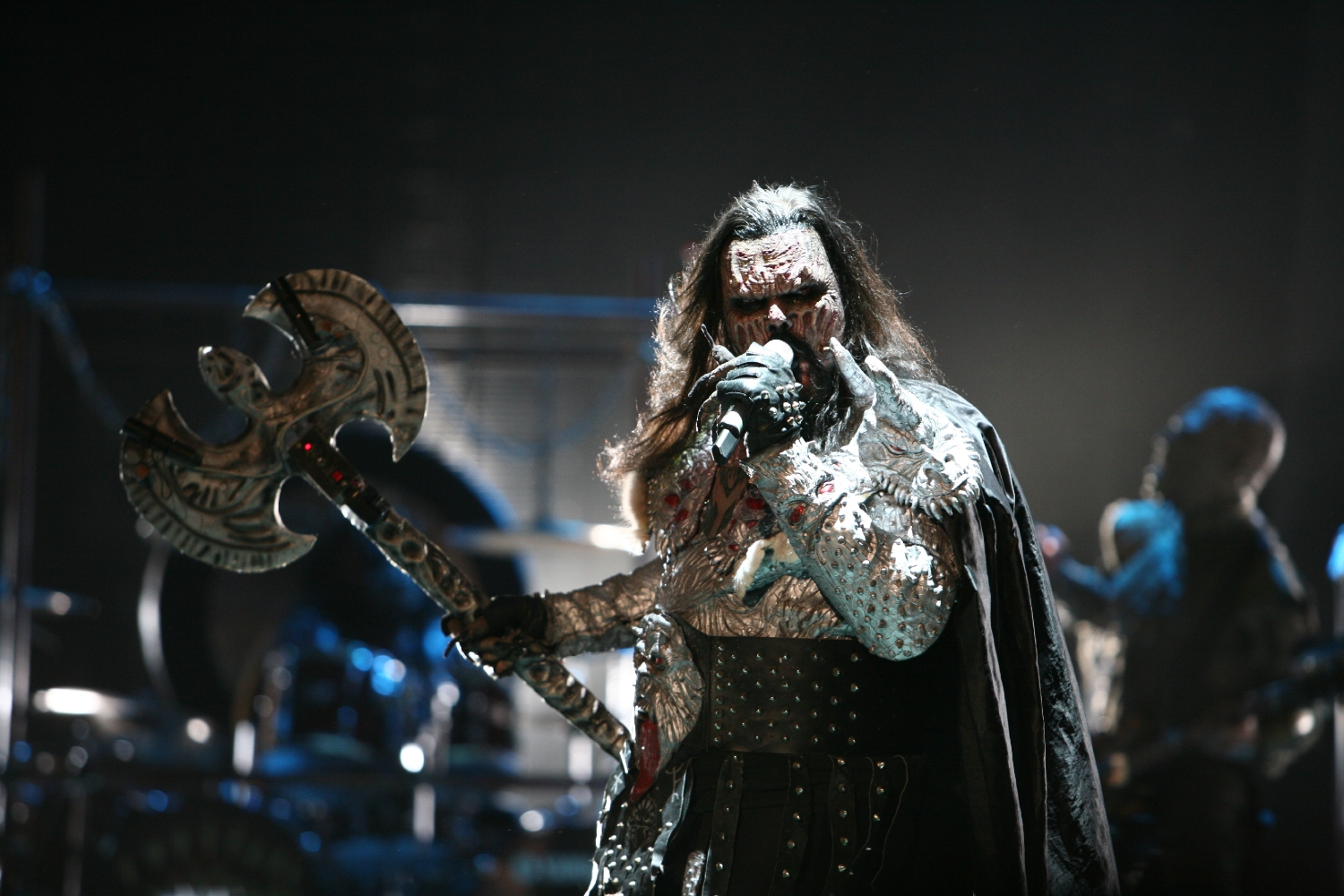
Lordi deschizând concursul Muzical Eurovision 2007

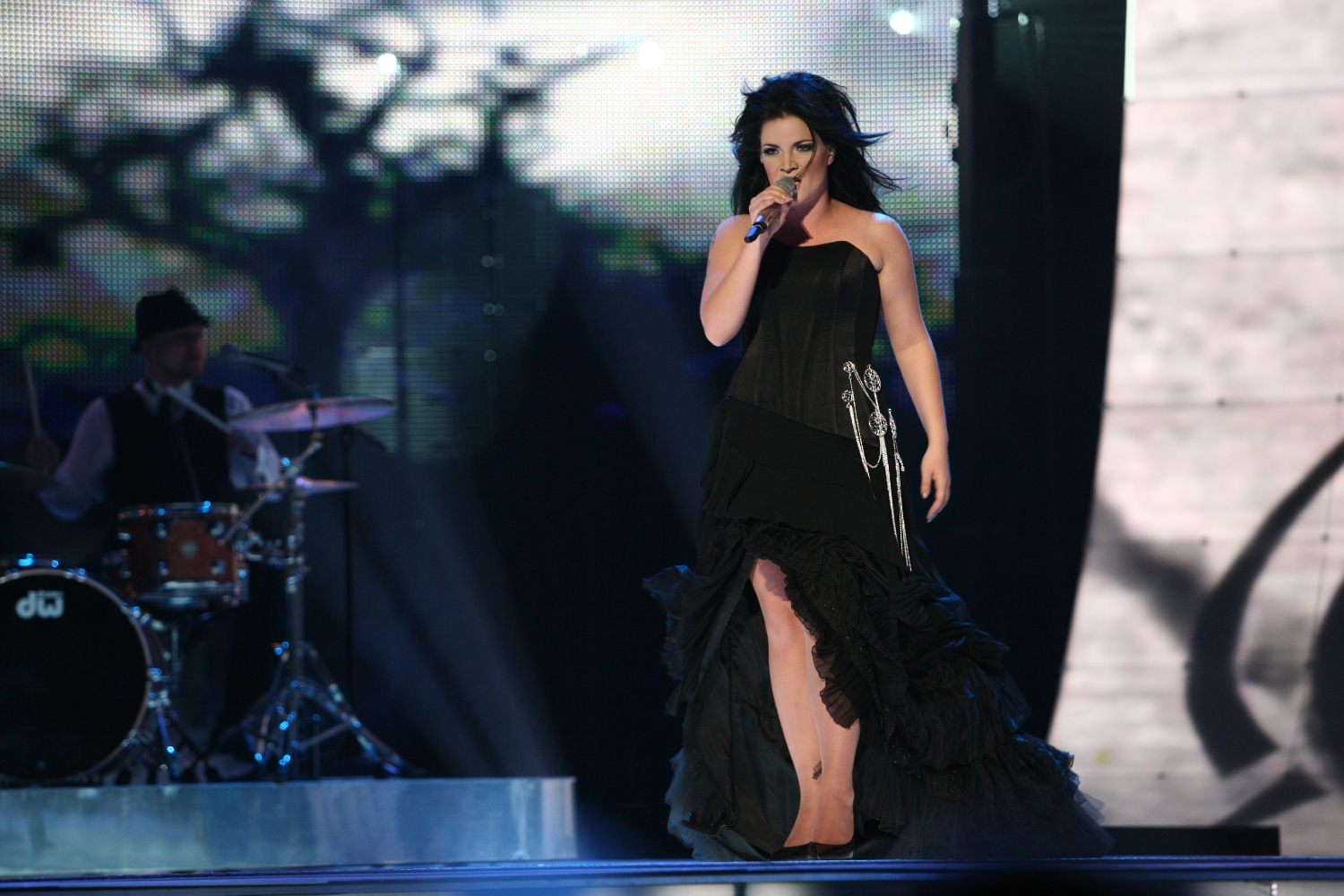
Hanna Pakarinen la Helsinki (2007)

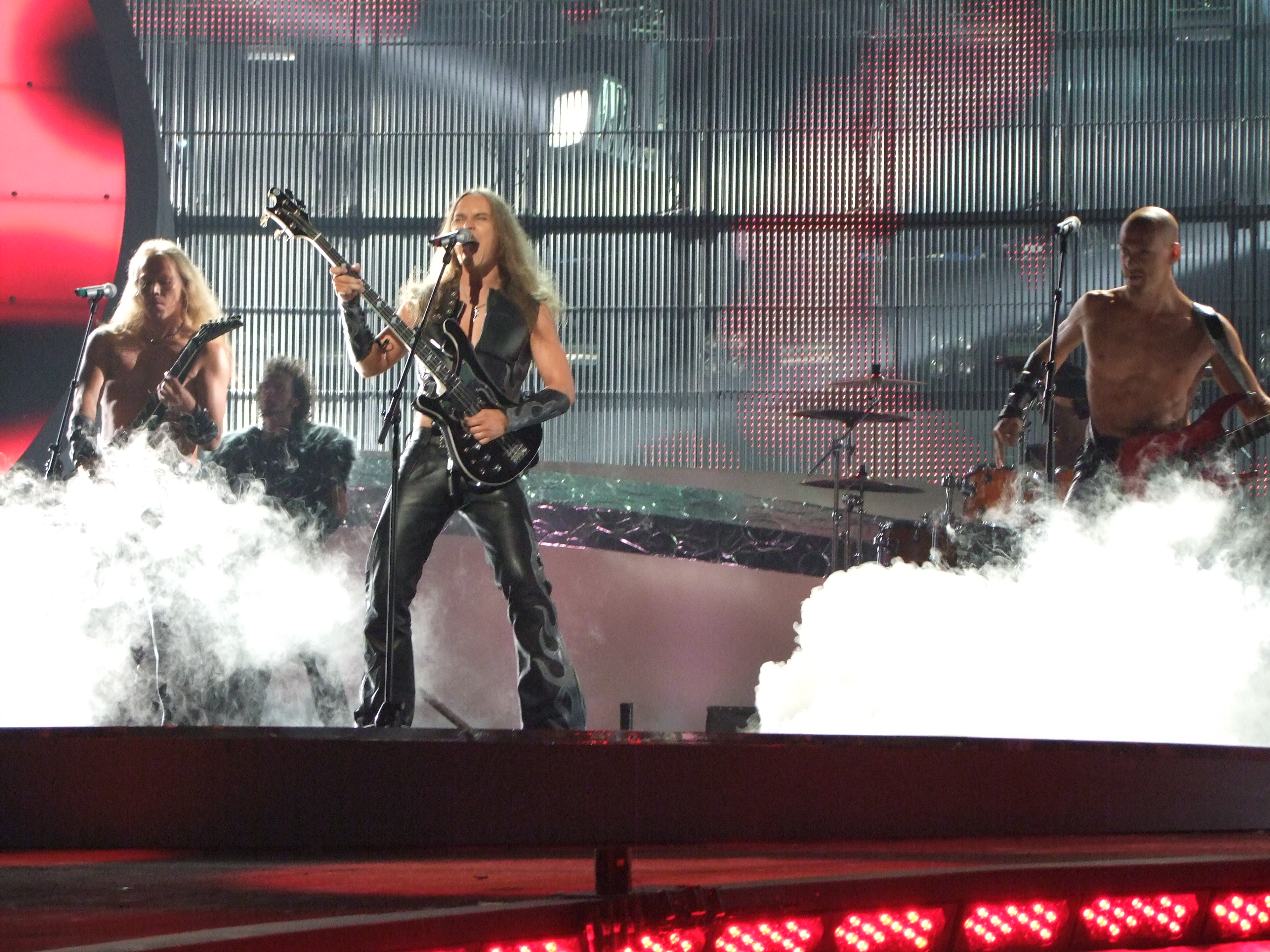
Teräsbetoni la Belgrad (2008)

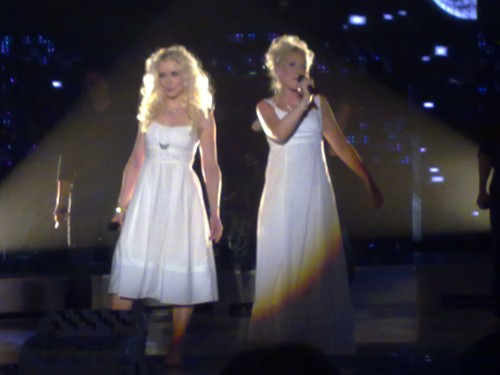
Kuunkuiskaajat la Oslo (2010)

Finlanda a debutat la Concursul Muzical Eurovision 1961 și a participat pâna acum de 58 ori. Finlanda a câștigat pentru prima oara în anul 2006 cu piesa "Hard Rock Hallelujah" a trupei Lordi, fiind pentru prima dată în istoria concursului când câștigătoarea a fost o trupă hard rock. Anterior, cea mai bună performanță a fost piesa „Tom Tom Tom” interpretată de Marion Rung în 1973, care s-a clasat pe locul 6.

## Participări

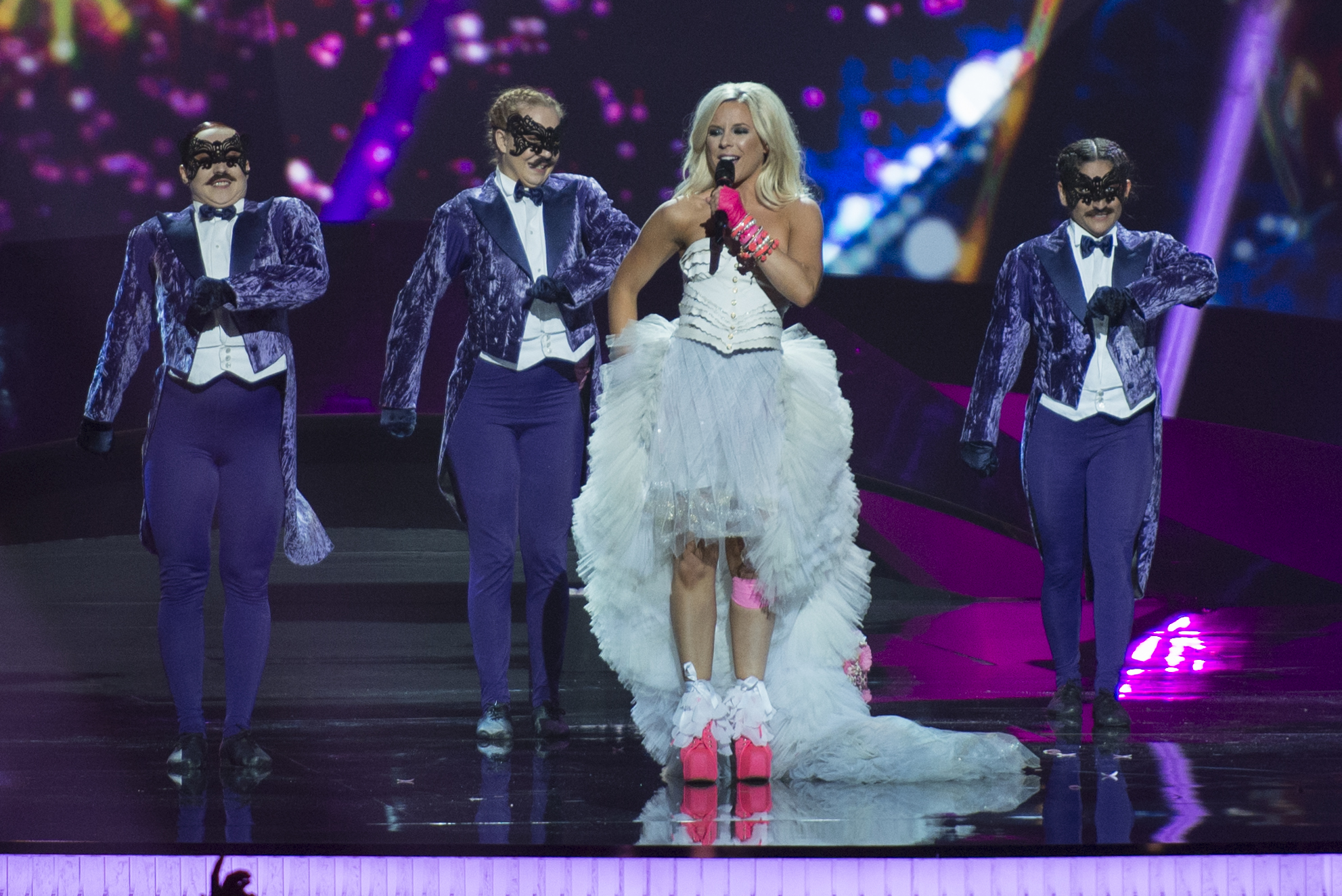
Krista Siegfrids la Malmö (2013)

Până la concursul din 2011, Finlanda a avut 45 de participări, iar melodiile au fost cântate în următoarele limbi: 32 în limba finlandeză, 12 în engleză și una în suedeză.
| An   | Gazda      | Artist                        | Titlu                        | Finala | Puncte | Semi   | Puncte |
| ---- | ---------- | ----------------------------- | ---------------------------- | ------ | ------ | ------ | ------ |
| 1961 | Cannes     | Laila Kinnunen                | "Valoa ikkunassa"            | 10     | 6      |        |        |
| 1962 | Luxemburg  | Marion Rung                   | "Tipi-tii"                   | 7      | 4      |        |        |
| 1963 | Londra     | Laila Halme                   | "Muistojeni laulu"           | 13     | 0      |        |        |
| 1964 | Copenhaga  | Lasse Mårtenson               | "Laiskotellen"               | 7      | 9      |        |        |
| 1965 | Napoli     | Viktor Klimenko               | "Aurinko laskee länteen"     | 15     | 0      |        |        |
| 1966 | Luxemburg  | Ann Christine                 | "Playboy"                    | 10     | 7      |        |        |
| 1967 | Viena      | Fredi                         | "Varjoon - suojaan"          | 12     | 3      |        |        |
| 1968 | Londra     | Kristina Hautala              | "Kun kello käy"              | 16     | 1      |        |        |
| 1969 | Madrid     | Jarkko & Laura                | "Kuin silloin ennen"         | 12     | 6      |        |        |
| 1971 | Dublin     | Markku Aro & Koivistolaiset   | "Tie uuteen päivään"         | 8      | 84     |        |        |
| 1972 | Edinburgh  | Päivi Paunu & Kim Floor       | "Muistathan"                 | 12     | 78     |        |        |
| 1973 | Luxemburg  | Marion Rung                   | "Tom Tom Tom"                | 6      | 93     |        |        |
| 1974 | Brighton   | Carita                        | "Keep Me Warm"               | 13     | 4      |        |        |
| 1975 | Stockholm  | Pihasoittajat                 | "Old Man Fiddle"             | 7      | 74     |        |        |
| 1976 | Haga       | Fredi & Ystävät               | "Pump-Pump"                  | 11     | 44     |        |        |
| 1977 | Londra     | Monica Aspelund               | "Lapponia"                   | 10     | 50     |        |        |
| 1978 | Paris      | Seija Simola                  | "Anna rakkaudelle tilaisuus" | 18     | 2      |        |        |
| 1979 | Ierusalim  | Katri Helena                  | "Katson sineen taivaan"      | 14     | 38     |        |        |
| 1980 | Haga       | Vesa-Matti Loiri              | "Huilumies"                  | 19     | 6      |        |        |
| 1981 | Dublin     | Riki Sorsa                    | "Reggae OK"                  | 16     | 27     |        |        |
| 1982 | Harrogate  | Kojo                          | "Nuku pommiin"               | 18     | 0      |        |        |
| 1983 | München    | Ami Aspelund                  | "Fantasiaa"                  | 11     | 41     |        |        |
| 1984 | Luxemburg  | Kirka                         | "Hengaillaan"                | 9      | 46     |        |        |
| 1985 | Göteborg   | Sonja Lumme                   | "Eläköön elämä"              | 9      | 58     |        |        |
| 1986 | Bergen     | Kari Kuivalainen              | "Never The End"              | 15     | 22     |        |        |
| 1987 | Bruxelles  | Vicky Rosti & Boulevard       | "Sata salamaa"               | 15     | 32     |        |        |
| 1988 | Dublin     | Boulevard                     | "Nauravat silmät muistetaan" | 20     | 3      |        |        |
| 1989 | Lausanne   | Anneli Saaristo               | "La dolce vita"              | 7      | 76     |        |        |
| 1990 | Zagreb     | Beat                          | "Fri?"                       | 21     | 8      |        |        |
| 1991 | Roma       | Kaija Kärkinen                | "Hullu yö"                   | 20     | 6      |        |        |
| 1992 | Malmö      | Pave Maijanen                 | "Yamma, yamma"               | 23     | 4      |        |        |
| 1993 | Millstreet | Katri Helena                  | "Tule luo"                   | 17     | 20     |        |        |
| 1994 | Dublin     | CatCat                        | "Bye Bye Baby"               | 22     | 11     |        |        |
| 1996 | Oslo       | Jasmine                       | "Niin kaunis on taivas"      | 23     | 9      |        |        |
| 1998 | Birmingham | Edea                          | "Aava"                       | 15     | 22     |        |        |
| 2000 | Stockholm  | Nina Åström                   | "A Little Bit"               | 18     | 18     |        |        |
| 2002 | Tallinn    | Laura                         | "Addicted To You"            | 20     | 24     |        |        |
| 2004 | Istanbul   | Jari Sillanpää                | "Takes 2 To Tango"           | X      | X      | 14     | 51     |
| 2005 | Kiev       | Geir Rönning                  | "Why?"                       | X      | X      | 18     | 50     |
| 2006 | Atena      | Lordi                         | "Hard Rock Hallelujah"       | 1      | 292    | 1      | 292    |
| 2007 | Helsinki   | Hanna Pakarinen               | "Leave Me Alone"             | 17     | 53     | X      | X      |
| 2008 | Belgrad    | Teräsbetoni                   | "Missä miehet ratsastaa"     | 22     | 35     | 8      | 79     |
| 2009 | Moscova    | Waldo's People                | "Lose Control"               | 25     | 22     | 12*    | 42     |
| 2010 | Oslo       | Kuunkuiskaajat                | "Työlki ellää"               | X      | X      | 11     | 49     |
| 2011 | Düsseldorf | Paradise Oskar                | "Da Da Dam"                  | 21     | 57     | 3      | 103    |
| 2012 | Baku       | Pernilla Karlsson             | "När jag blundar"            | X      | X      | 12     | 41     |
| 2013 | Malmö      | Krista Siegfrids              | "Marry me"                   | 24     | 13     | 9      | 64     |
| 2014 | Copenhaga  | Softengine                    | "Something Better"           | 11     | 72     | 3      | 97     |
| 2015 | Viena      | Pertti Kurikan Nimipaivat     | "Aina Mun Pitaa"             | X      | X      | 16     | 13     |
| 2016 | Stockholm  | Sandhja                       | "Sing It Away"               | X      | X      | 15     | 51     |
| 2017 | Kiev       | Norma John                    | "Blackbird"                  | X      | X      | 12     | 92     |
| 2018 | Lisabona   | Saara Aalto                   | "Monsters"                   | 25     | 46     | 10     | 108    |
| 2019 | Tel Aviv   | Darude feat. Sebastian Rejman | "Look Away"                  | X      | X      | 17     | 23     |
| 2020 | Rotterdam  | Aksel Kankaanranta            | "Looking Back"               | Anulat | Anulat | Anulat | Anulat |
| 2021 | Rotterdam  | Blind Channel                 | "Dark Side"                  | 6      | 301    | 5      | 234    |
| 2022 | Torino     | The Rasmus                    | "Jezebel"                    | 21     | 38     | 7      | 162    |
| 2023 | Liverpool  | Käärijä                       | "Cha Cha Cha"                | 2      | 526    | 1      | 177    |
| 2024 | Malmö      | Windows95man                  | "No Rules!"                  | 19     | 37     | 7      | 59     |
| 2025 | Basel      | Erika Vikman                  | Ich komme                    | 11     | 196    | 3      | 115    |

- În 2009, Finlanda s-a calificat în urma rezultatului juriului.

## Gazdă
| An   | Oraș     | Locație         | Prezentatori                       |
| ---- | -------- | --------------- | ---------------------------------- |
| 2007 | Helsinki | Hartwall Areena | Jaana Pelkonen si Mikko Leppilampi |